# Guillermo de Montaigu (1328-1397)
Guillermo de Montaigu (en inglés, Sir William II Montague), el segundo de este nombre, II conde de Salisbury, IV barón Montacute, rey de Mann, KG (25 de junio de 1328-3 de junio de 1397) fue un noble inglés y comandante del ejército inglés durante las campañas del rey Eduardo III en la guerra de los Cien Años.

## Biografía
Montaigu nació en Donyatt en Somerset, hijo mayor de Guillermo de Montaigu, I conde de Salisbury y Catalina Grandison, y sucedió a su padre como conde en 1344. Montaigu celebró contrato de matrimonio con Juana de Kent, y lo hizo sin saber que ella ya estaba casada en secreto con Tomás Holland. Después de varios años de vivir juntos, su contrato con Montaigu fue anulado por el papa en 1349.
En 1348 Montaigu fue uno de los caballeros admitidos en la fundación de la orden de la jarretera. Fue comandante de las fuerzas inglesas en Francia muchos de los años siguientes, sirviendo como comandante de la retaguardia del ejército del príncipe de Gales en 1355, y de nuevo en la batalla de Poitiers en 1356, y sirvió también en 1357, 1359 y 1360. Más tarde en 1360 fue uno de aquellos a los que se encargó negociar lo que sería el tratado de Brétigny.
Durante los años pacíficos que siguieron al tratado, Montaigu sirvió en el consejo del rey. Pero en 1369 volvió al campo de batalla, sirviendo en la expedición de Juan de Gante al norte de Francia, y luego en otras incursiones y expediciones, y en algunos encargos que intentaban negociar treguas con los franceses. Montaigu ayudó a Ricardo II a aplastar la rebelión de Wat Tyler. En 1385 acompañó a Ricardo en su expedición escocesa. 
En 1392/3, Montaigu vendió el señorío de la isla de Man a William le Scrope de Bolton.

## Familia
Montaigu se casó con Elizabeth, hija de John de Mohun de Dunster. Los dos vivieron en Bisham Manor en Berkshire y tuvieron un hijo y dos hijas. El hijo, Sir William Montacute, se casó con Lady Elizabeth FitzAlan, hija de  Richard Fitzalan, XI conde de Arundel, pero murió en un torneo en 1383, sin descendencia. Cuando Guillermo de Montaigu murió en 1397, el condado fue heredado por su sobrino, John Montacute. Una de las hermanas mayores de Guillermo, Philippa (m. 5 de enero de 1382), se casó con Roger Mortimer, II conde de March.